# Chiesa di San Paolo Apostolo (Stregna)
La chiesa di San Paolo Apostolo è la parrocchiale di Stregna, in provincia e arcidiocesi di Udine; fa parte della forania del Friuli Orientale.

## Storia
L'originaria cappella stregnese sorse nel XV secolo e fu consacrata nel 1496 dal vescovo titolare di Cunavia Sebastiano Nascimbeni, vicario del patriarca di Aquileia Nicolò Donà.
Il terremoto del 26 marzo 1511 danneggiò la struttura, che, una volta restaurata e consolidata, venne riconsacrata nel 1514 dal vescovo di Caorle Daniele De Rubeis, vicario del patriarca Domenico Grimani; nel 1544 fu eretto il campanile.
La parrocchiale venne ampliata, rimaneggiata e rimodernata nel 1726, mentre entro il 1894 sia la chiesa che il campanile furono ulteriormente modificati e restaurati.
Danneggiato dal terremoto del Friuli del 1976, l'edificio fu quindi ristrutturato e ripristinato tra il 1980 e il 1982 su disegno dell'architetto udinese Antonio Fasiolo.
Successivamente, nel 2010 si procedette a restaurare il tetto e a ritinteggiare l'esterno della chiesa.

## Descrizione

### Esterno
La facciata della chiesa, rivolta a occidente e coronata dal timpano triangolare in cui s'apre un oculo, è tripartita; la porzione centrale, più arretrata, presenta il portale d'ingresso abbellito da mensole, volute e decorazioni fitomorfe e sormontato da una nicchia ospitante una statua con soggetto San Paolo Apostolo, mentre le due parti laterali sono caratterizzate da due alte nicchie e da due oculi murati.
Annesso alla parrocchiale è il massiccio campanile in pietra a base quadrata, la cui cella presenta una bifora per lato.

### Interno
L'interno dell'edificio si compone di un'unica navata voltata a botte, sulla quale si affacciano le cappelle laterali introdotte da archi a tutto sesto e le cui pareti sono scandite da paraste d'ordine dorico sorreggenti il cornicione.
Qui sono conservate diverse opere di pregio, tra le quali il marmoreo altare maggiore, impreziosito dalle statue che rappresentano la Vergine e i Santi Pietro e Paolo, e i due altari laterali, dedicati rispettivamente ai santi Floriano, Biagio e Antonio e ai santi Giuseppe, Agnese e Luigi.